# 锡苏尔
锡苏尔（西班牙語：Cizur）是西班牙纳瓦拉的一个市镇。总面积53平方公里，总人口1469人（2001年），人口密度28人/平方公里。